# Fred Couples
Frederick Stephen Couples, né le 3 octobre 1959 à Seattle, est un golfeur professionnel américain.
Professionnel depuis 1980, il a occupé le rang de numéro un mondial pendant seize semaines au total durant l'année 1992 lors de son unique victoire lors d'un tournoi du chelem, le Masters d'Augusta. Fred Couples a notamment gagné quinze tournois sur le PGA Tour et de nombreuses victoires sur le Champions Tour, dont deux titres majeurs, le Senior Players Championship et le Senior Open Championship. Il a également pris part à cinq reprises à la Ryder Cup et à la Presidents Cup (dont 2009 où il est capitaine) ainsi qu'à quatre reprises à la coupe du monde.

## Particularités et style de jeu
Il est un des rares joueurs professionnels à jouer sans gant.
Il est connu pour être un joueur exceptionnellement calme.
Son swing est célèbre pour le contraste qu'il offre en paraissant simple et lent alors qu'il est un des plus rapides du circuit. La puissance de son swing lui vaut le surnom de 'Boom Boom.

## Victoires sur le circuit PGA
- 1983 Kemper Open
- 1984  The Players Championship
- 1987  Byron Nelson Golf Classic
- 1990  Nissan Los Angeles Open
- 1991 Federal Express St. Jude Classic, B.C. Open
- 1992  Nissan Los Angeles Open, Nestlé Invitational, Tournoi des maîtres
- 1993  Honda Classic
- 1994  Buick Open
- 1996  The Players Championship
- 1998  Bob Hope Chrysler Classic, Memorial Tournament
- 2003 Shell Houston Open